# Titularerzbistum Aenus
Aenus (ital.: Eno) ist ein Titularerzbistum der römisch-katholischen Kirche.
Es geht zurück auf ein früheres Bistum der antiken Stadt Ainos in der römischen Provinz Thracia bzw. in der Spätantike Rhodope. 1929 zum Titularerzbistum erhoben.
| Titularerzbischöfe von Aenus |                                                      |                                                                                              |                    |                    |
| Nr.                          | Name                                                 | Amt                                                                                          | von                | bis                |
| 1                            | Joannes Baikowski                                    |                                                                                              | 1. Mai 1627        |                    |
| 2                            | Pietro Craveri OFM                                   |                                                                                              | 30. September 1783 | 19. Dezember 1785  |
| 3                            | Thomas Costello                                      | Koadjutorbischof von Clonfert (Königreich Irland)                                            | 30. Juni 1786      | 6. Juli 1786       |
| 4                            | Pierre Bataillon SM                                  | Apostolischer Vikar von Zentral-Ozeanien (Ozeanien)                                          | 22. November 1842  | 11. April 1877     |
| 5                            | Louis-Marie Galibert MEP                             | Apostolischer Vikar von Ost-Cochin (Cochinchina/Französisch-Indochina)                       | 23. Mai 1879       | 24. April 1883     |
| 6                            | Wilhelm von Reiser                                   | Weihbischof in Rottenburg (Deutsches Kaiserreich)                                            | 31. August 1886    | 5. Juni 1893       |
| 7                            | Florent-Michel-Marie-Joseph du Bois de la Villerabel | Weihbischof in Tours (Frankreich)                                                            | 7. Mai 1920        | 21. November 1921  |
| 8                            | Joseph-Antoine-Augustin Giustiniani                  | Weihbischof in Ajaccio (Französische Republik)                                               | 17. Februar 1922   | 28. September 1923 |
| 9                            | Piotr Mańkowski                                      | emeritierter Bischof von Kamyanets-Podilskyi (Ukrainische Sozialistische Sowjetrepublik)     | 6. Juni 1934       | 20. Juni 1942      |
| 10                           | Florent-Michel-Marie-Joseph du Bois de la Villerabel | emeritierter Erzbischof von Aix-Arles-Embrun (Provisorische Regierung/Französische Republik) | 13. Dezember 1944  | 7. Februar 1951    |
| 11                           | Ludovicus Morel CICM                                 | emeritierter Erzbischof von Suiyüan (Volksrepublik China)                                    | 19. August 1951    | 6. Juni 1971       |